# Marco Di Tillo
Marco Di Tillo (Roma, 14 luglio 1951) è un autore televisivo, scrittore e regista italiano.

## Biografia
Si laurea in Psicologia nel 1976. Inizia come autore di testi per fumetti. Vince il Premio Paese Sera per una nuova striscia italiana con la strip Piero, su disegni di Fabio Petrassi. È premiato da Hugo Pratt al Salone Internazionale dei Comics. Scrive per il settimanale Il Giornalino le serie a fumetti I grandi del cinema, I grandi del calcio, I grandi del jazz, e i fumetti di Gianni De Luca su Marilyn Monroe e Totò. Realizza con il disegnatore Rodolfo Torti la strip Yeti e con Fabio Petrassi Grosky Hotel pubblicato dal  Il Mago di Mondatori.
Partecipa ad alcune edizioni del Festival di Montecatini per il cinema in Super 8. Nel 1978 inizia a lavorare per RadioRai. Scrive "Amore vuol dire" con Nanni Loy e Annabella Cerliani, Che giorno era quel giorno? con Massimo Guglielmi, Il Guastafeste con Massimo Giuliani, "Ribalta aperta ", Un'invenzione chiamata disco con Marco Ferrante. Con Serena Dandini firma invece i testi del programma "Professione Jazz", radiodrammi sulla vita dei protagonisti del jazz, per Radio 1, su coordinamento di Adriano Mazzoletti.
Nel 1980 firma sceneggiatura e regia del telefilm Cercai l'amor, telefilm prodotto dal Centro Sperimentazione Rai e dalla Reiac Film. Nel 1983 passa a scrivere per la televisione. Tra i suoi vari programmi Forte Fortissimo TV Top, Il sabato dello Zecchino, Spazio Aperto, Bellezza e dintorni, Regali di Natale di Don Lurio, Ciao Italia, Una giornata frizzante, Pomeriggio sul Due, Scrupoli e Ingresso Libero.
Nel 1988 dirige il film giallo per bambini Operazione pappagallo, scritto con Piero Chiambretti e Claudio Delle Fratte. Nel 2000 scrive e dirige il suo secondo film Un anno in campagna.
Nel 1994 scrive per Einaudi il romanzo d'avventura per ragazzi Il giovane cavaliere, a cui fa seguito, per le edizioni Mursia, Tre ragazzi ed il sultano. Poi ci sono le favole illustrate per bambini, Mamma Natale e Mamma Natale e i Pirati, sempre per Mursia, con protagonista la buffa sorella di Babbo Natale.
Nel 2002 scrive in inglese Rome for Two, seguito nel 2005 da Walkin' Rome, libro di itinerari da fare a piedi a Roma (Edizioni Made in Italy).
Nel 2013 arriva il romanzo giallo Destini di sangue per Arkadia Editore. Protagonista del romanzo è il poliziotto  Marcello Sangermano.
Sempre nel 2013 pubblica negli Stati Uniti il thriller storico The Other Eisenhower (Webster House), scritto a quattro mani con l'autore americano Augustine Campana.
Nel gennaio 2018 esce il giallo per ragazzi Il ladro di Picasso (Edizioni Corsare). La storia si svolge sulla Costa Azzurra nell'estate del 1955. A luglio esce il giallo Tutte le strade portano a Genova (Fratelli Frilli Editori) con protagonista l'ispettore della squadra mobile genovese Marco Canepa.
Nel luglio 2019 esce il secondo giallo della serie con l'ispettore genovese Marco Canepa dal titolo Omicidio all'Acquario di Genova (Fratelli Frilli Editori). 
Nel gennaio 2020 esce Una santa per amica (Teresa di Calcutta vista da vicino), per le Edizioni Dehoniane. Storia della sua amicizia con la missionaria da lui frequentata per oltre vent'anni. Nello stesso anno pubblica negli Stati Uniti The Dollfuss Directive (Skyway Press), scritto insieme ad Augustine Campana, un thriller ambientato a Venezia nel 1934. A febbraio 2021 esce il terzo giallo con protagonista l'ispettore genovese Marco Canepa, dal titolo Come lupi nella neve (Fratelli Frilli Editori). Nel marzo 2022 pubblica con l'editore Mursia il romanzo "L'orco di Mussolini" sulla triste storia delle bambine romane stuprate e uccise nel 1924 e l'ingiusta accusa al povero Gino Girolimoni, scarcerato poi dal commissario Giuseppe Dosi che trovò infine il vero colpevole. Nel marzo 2023 esce il quarto giallo con protagonista Marco Canepa, Sotto le stelle di Genova, pubblicato sempre da Fratelli Frilli Editori. 
Nel febbraio 2024 pubblica Anni Lucenti (ediz. Affiori), divertente memoir sui suoi primi sedici anni di vita, a Roma.

## Opere letterarie

### Narrativa
- Destini di sangue, Arkadia, 2013
- Dodici giugno, Arkadia, 2014
- Il palazzo del freddo, Arkadia, 2017
- Tutte le strade portano a Genova, Fratelli Frilli Editori, 2018
- Omicidio all'acquario di Genova,  Fratelli Frilli Editori, 2019
- La neve al mare, Lisciani, 2019
- Una santa per amica. Teresa di Calcutta vista da vicino, Edizioni Dehoniane, 2020
- Come lupi nella neve, Fratelli Frilli Editori, 2021
- L'orco di Mussolini, Ed. Mursia, 2022
- Sotto le stelle di Genova, Fratelli Frilli Editori 2023.
- Anni Lucenti, Affiori Edizioni, 2024.

### Libri per ragazzi
- Il giovane cavaliere, Einaudi Ragazzi, 1993
- Mamma Natale, Mursia, 1995
- Tre ragazzi e il sultano, Mursia, 1995
- Mamma Natale e i pirati, Mursia, 1996
- Il ladro di Picasso, Edizioni Corsare, 2018
- Due ragazzi nella Firenze dei Medici, Edizioni Corsare, 2019
- La neve al mare, Lisciani Libri, 2019

### Opere in lingua inglese
- The Other Eisenhower, con Augustine Francis Campana, Webster House (USA), 2013
- The Dollfuss Directive, con Augustine Francis Campana, Skyway Press (USA), 2020

## Filmografia

### Regista e sceneggiatore
- Operazione pappagallo (1988)
- Un anno in campagna (2000)